# 2012年11月13日日食
2012年11月13日日食是一次日全食，發生於2012年11月13日日食（東半球為11月14日）。新月當天（即朔日），地球上觀測到月球和太阳的角距離極小，此時月球如果恰好在月球交點附近，穿過太阳和地球之間，與地球、太阳接近一直線，則會出現日食。月球本影接觸地表而使該區域完全得不到陽光，就會形成日全食，同時在本影兩側數千公里的半影範圍內遮擋部分陽光，形成日偏食。此次日全食經過了澳大利亚本土及其海外領地珊瑚海群岛，日偏食則覆蓋了大洋洲的大部分區域和周邊部分地區。

## 日食概況

### 出現區域
澳大利亚北領地北部阿拉弗拉海沿岸在11月14日日出時最先看到日全食，隨後月球本影向東偏南穿過卡奔塔利亞灣、約克角半島，從珊瑚海進入太平洋，離開澳大利亚本土後又覆蓋其海外領地珊瑚海群岛的一部分。本影跨過國際日期變更線後，在查塔姆群島東北約1300公里處的洋面達到最大食分。此後本影逐漸轉向東偏北移動，不再經過任何陸地，在11月13日日落時分結束於太平洋東南部智利本土以西、胡安·費爾南德斯群島以北約460公里的洋面。陸地上看到的日全食均在11月14日。
本影經過的陸地依次包括：
- 本土：北領地北部，昆士蘭州約克角半島中部偏南及大堡礁約在南緯17°45'至南緯16°之間的部分；
- 珊瑚海群島：達特礁（Dart）、北福林德斯礁（North Flinders）、赫拉爾茲瑟普萊斯礁（Herald's Surprise）、南福林德斯礁（South Flinders）、馬來礁（Malay）、亞賓頓礁（Abington）。[3][4]

除了狹窄的全食帶內能看見日全食之外，月球半影覆蓋範圍內都能看到日偏食，包括大洋洲除澳大利亚西北角、北马里亚纳群岛北半部、威克島、吉爾伯特群島北部、菲尼克斯群岛北部、莱恩群岛絕大部分、馬克薩斯群島、夏威夷群島外的大部分，及印尼東半部、东帝汶、智利除北端外的大部、阿根廷除北部和東北沿海以外的大部、福克兰群岛、南极洲靠近太平洋的約三分之一區域。其中國際日期變更線以東的部分在11月13日看到日食，以西部分在11月14日看到日食。
這是自2003年11月23日以來首次全食帶經過的陸地均屬一個國家或南极洲的日全食，下一次是2017年8月21日只經過美国的日全食。

此次日全食過程中月影在地表移動的動畫

### 基本參數
- 類型：日全食
- 食甚中心處（位於新西兰查塔姆群島東北約1300公里的南太平洋）資料：
  - 時間：2012年11月13日22:11:48.4
  - 地點：39°57.4′S 161°20.2′W / 39.9567°S 161.3367°W
  - 食分：1.0500（全食帶內最大）
  - 本影寬度：179.0公里
  - 日全食持續時間：4分2.2秒
- 全食最長處資料：
  - 時間：2012年11月13日22:14:00
  - 地點：40°12′S 160°19′W / 40.200°S 160.317°W
  - 本影寬度：178.8公里
  - 日全食持續時間：4分2.2秒（全食帶內最長）[7]

## 觀測
數萬名遊客和科學家前往澳大利亚觀測了此次日全食，多數集中在全食帶內的主要城市——昆士蘭州的凱恩斯、道格拉斯港附近。其中日本科學家就有1200人，乘坐3架包機抵達澳大利亚。此外還有6艘郵輪和許多熱氣球用於觀測日全食。研究內容不僅針對太阳的日冕、日珥等，還包括日全食對大堡礁的海洋生物及昆士蘭州热带雨林中的生物的影響。

## 相片集
- 昆士蘭州北部的日全食影像

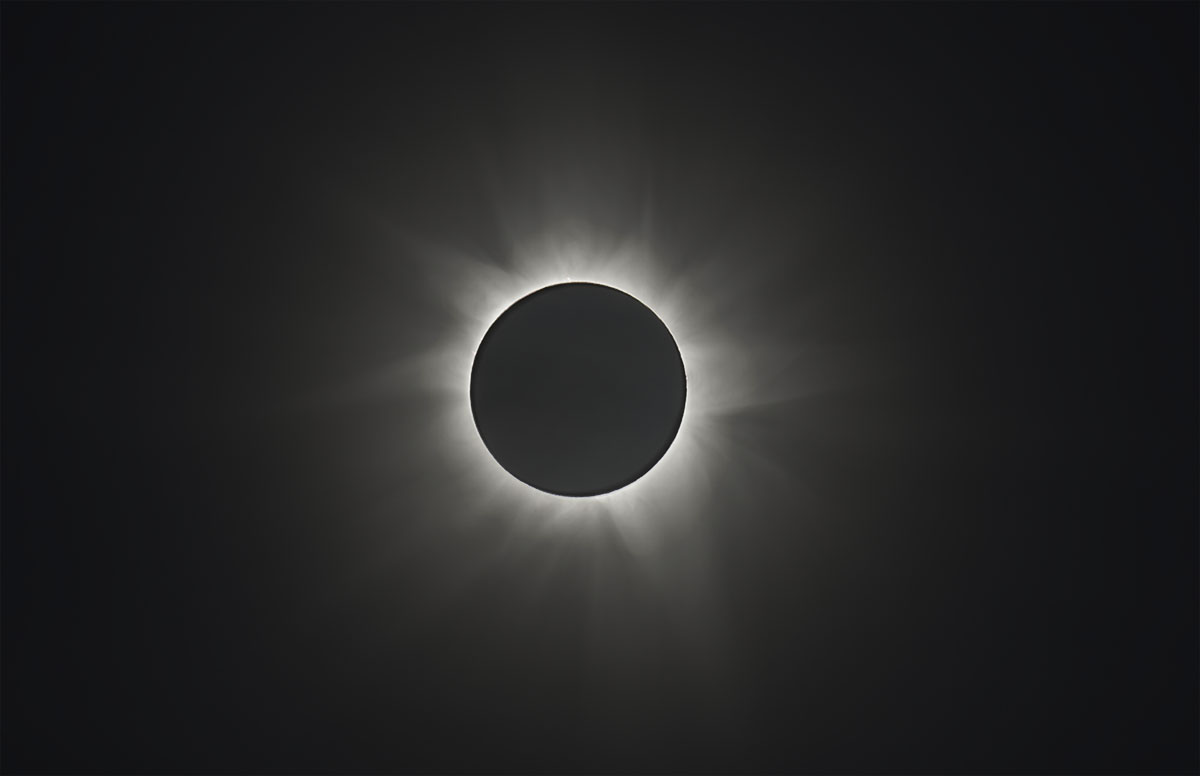
澳洲馬利根山（英语：Mount Mulligan, Queensland）的日冕，20:39 UTC
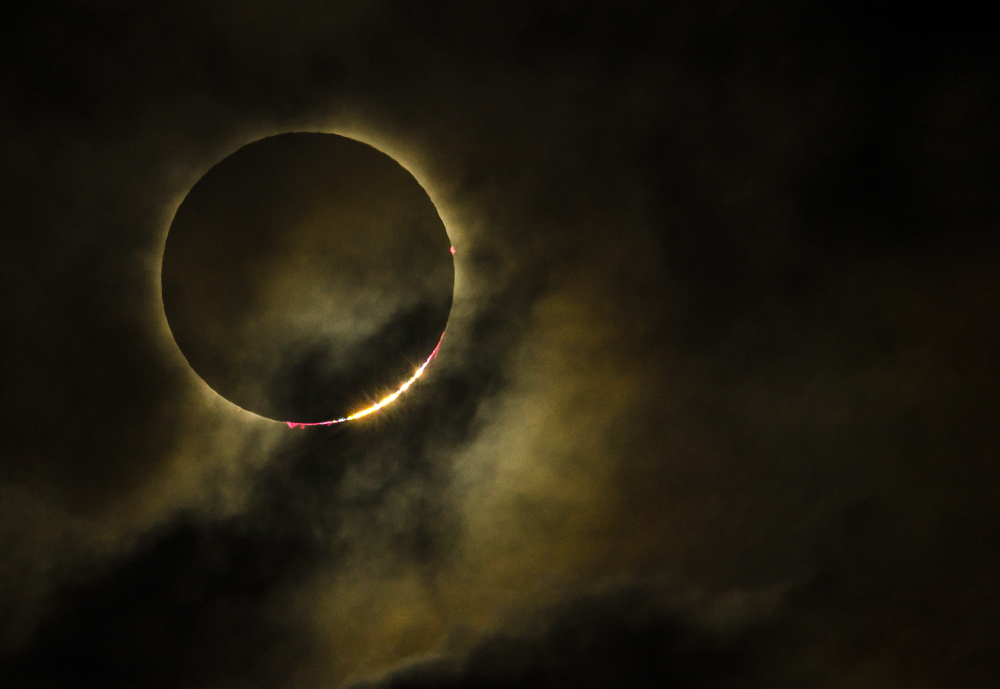
澳洲莫斯曼峽谷（英语：Mossman Gorge, Queensland）的倍里珠，20:40 UTC
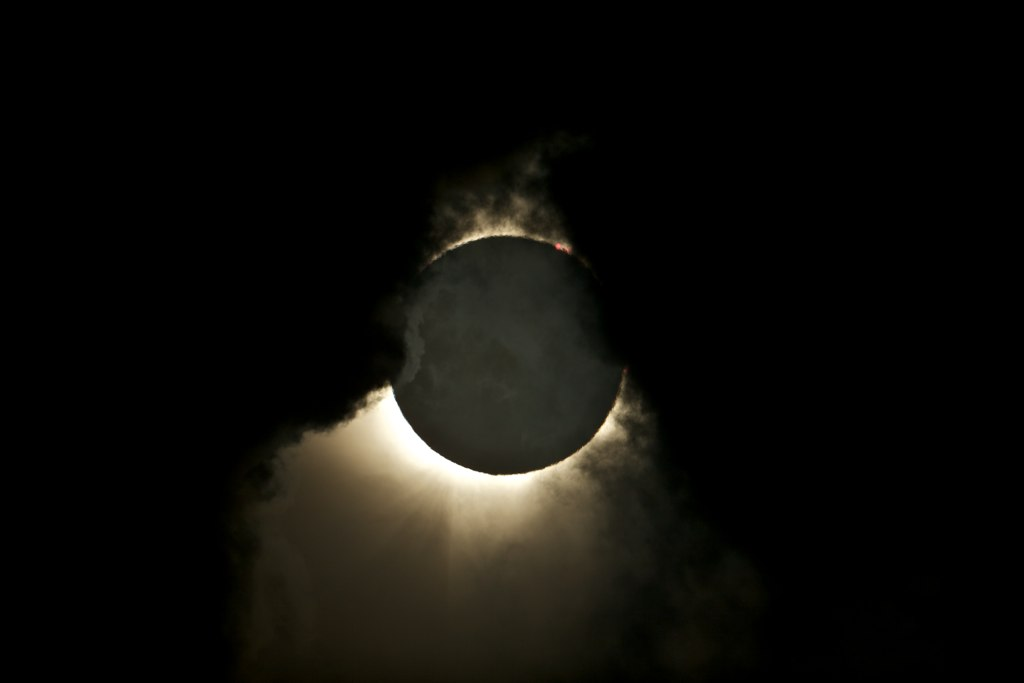
澳洲道格拉斯港（英语：Port Douglas），20:40 UTC
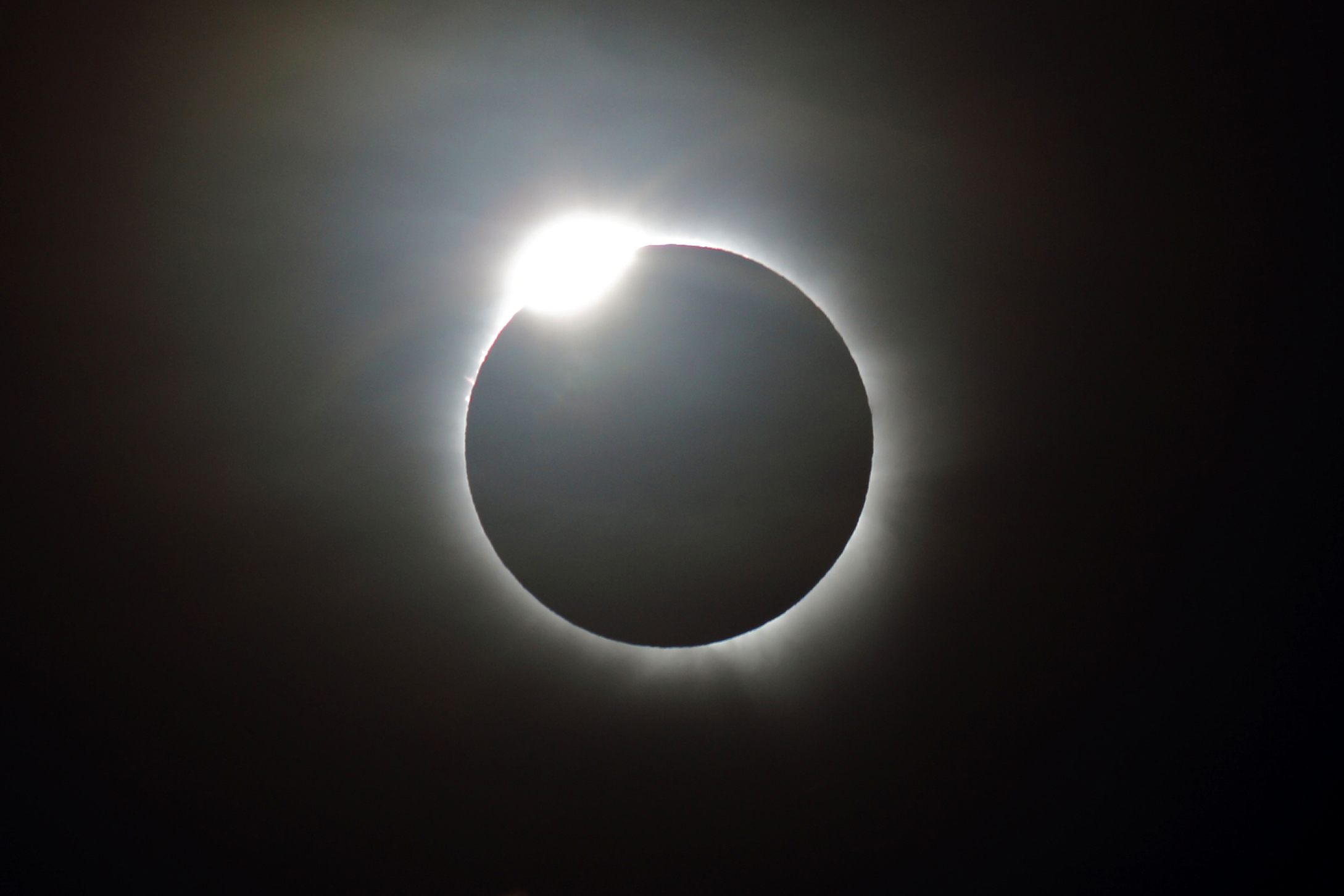
澳洲凱恩斯的鑽石環，~20:40 UTC
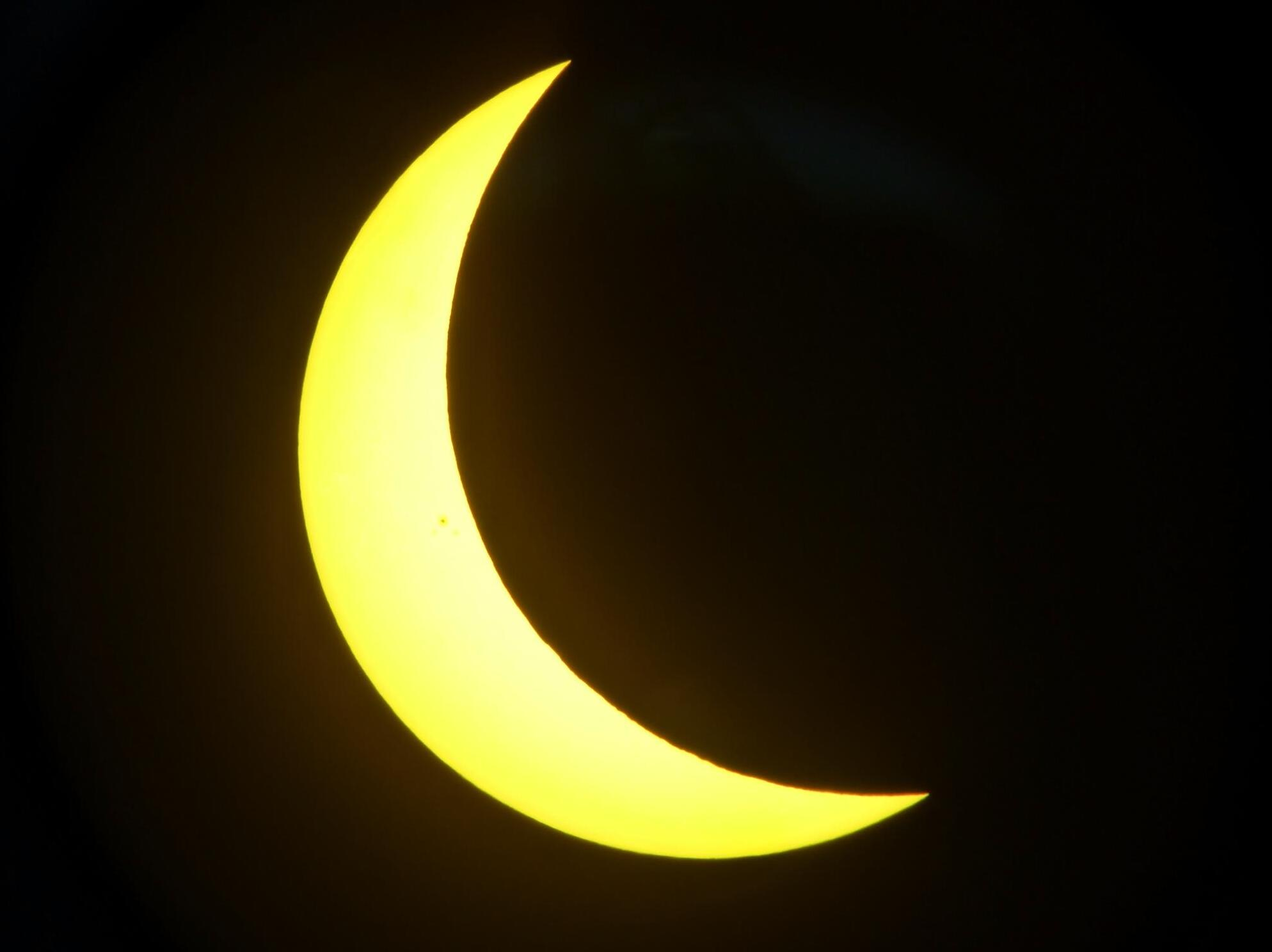
澳洲雷德克利夫（英语：Redcliffe, Queensland），20:46 UTC
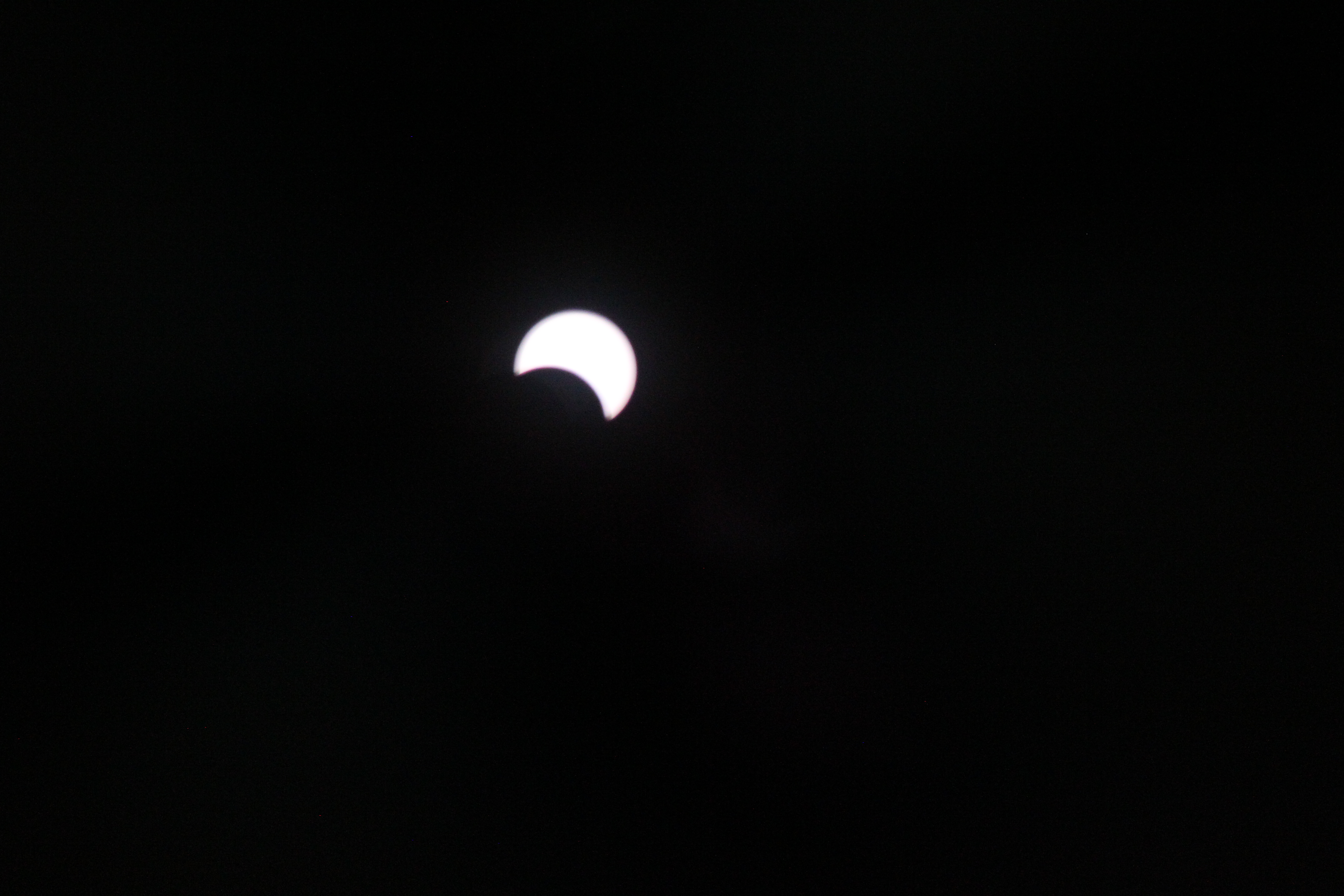
澳洲阿德萊德，20:47 UTC
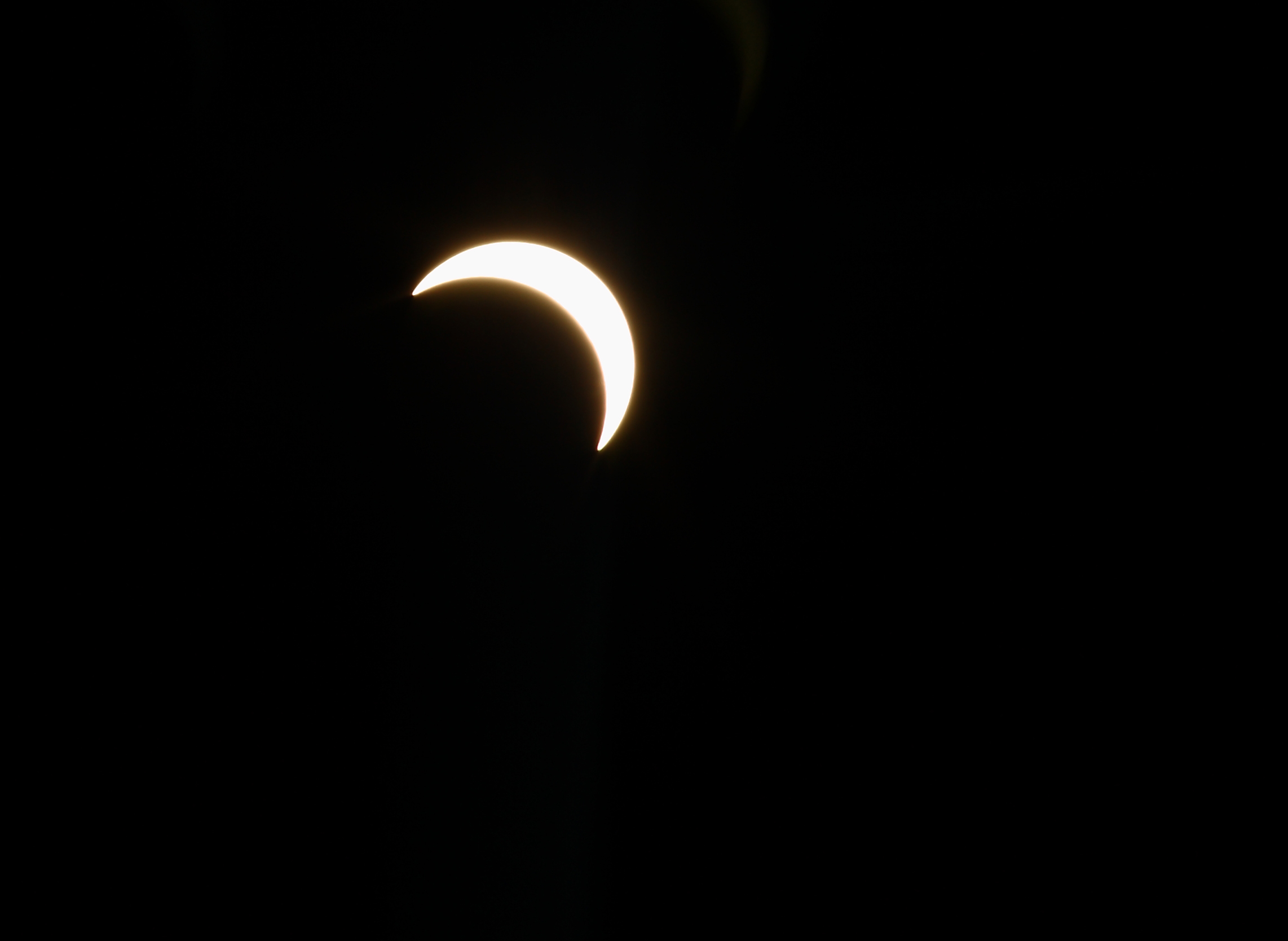
澳洲布里斯班，21:07 UTC
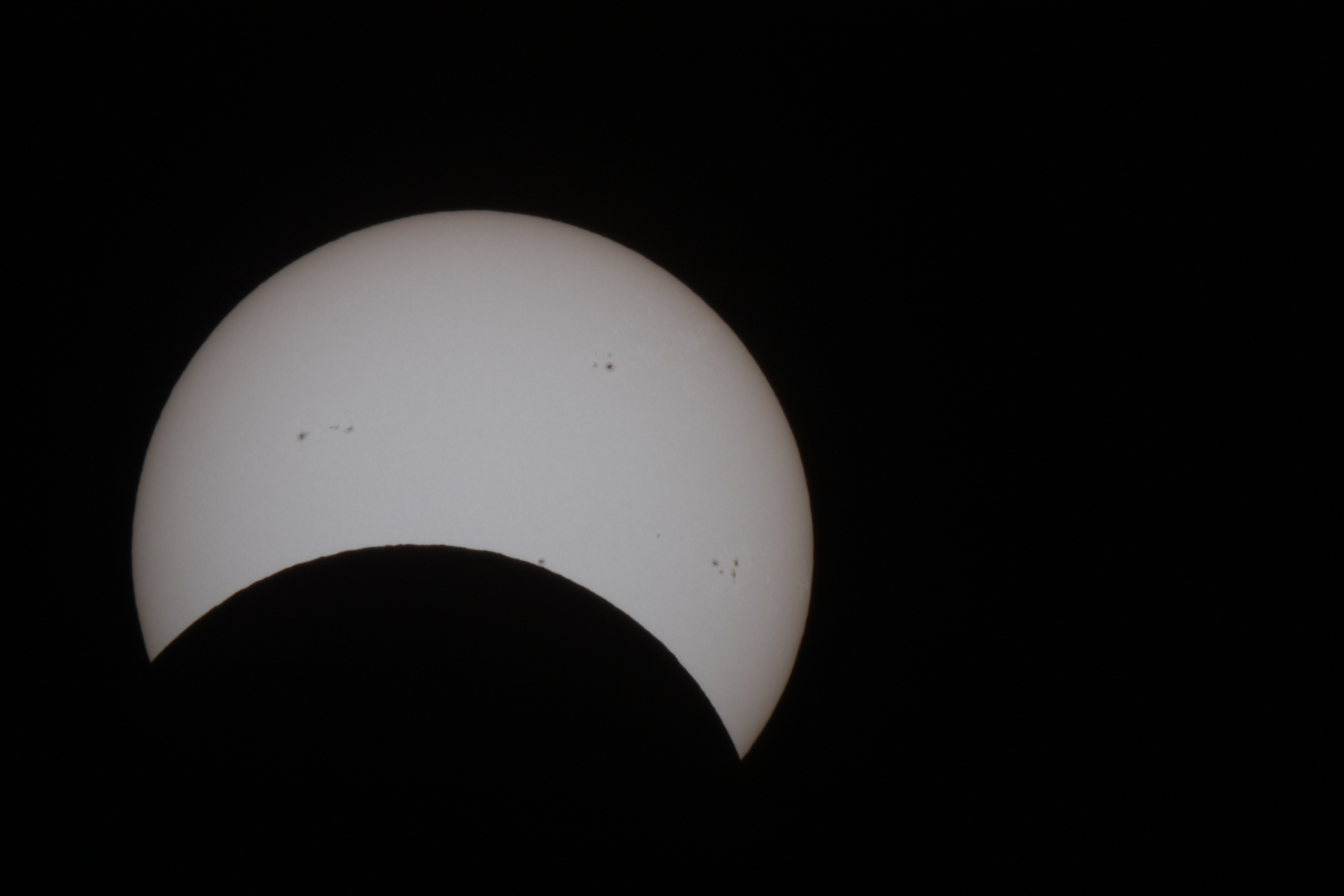
澳洲埃爾特姆（英语：Eltham, Victoria），21:07 UTC
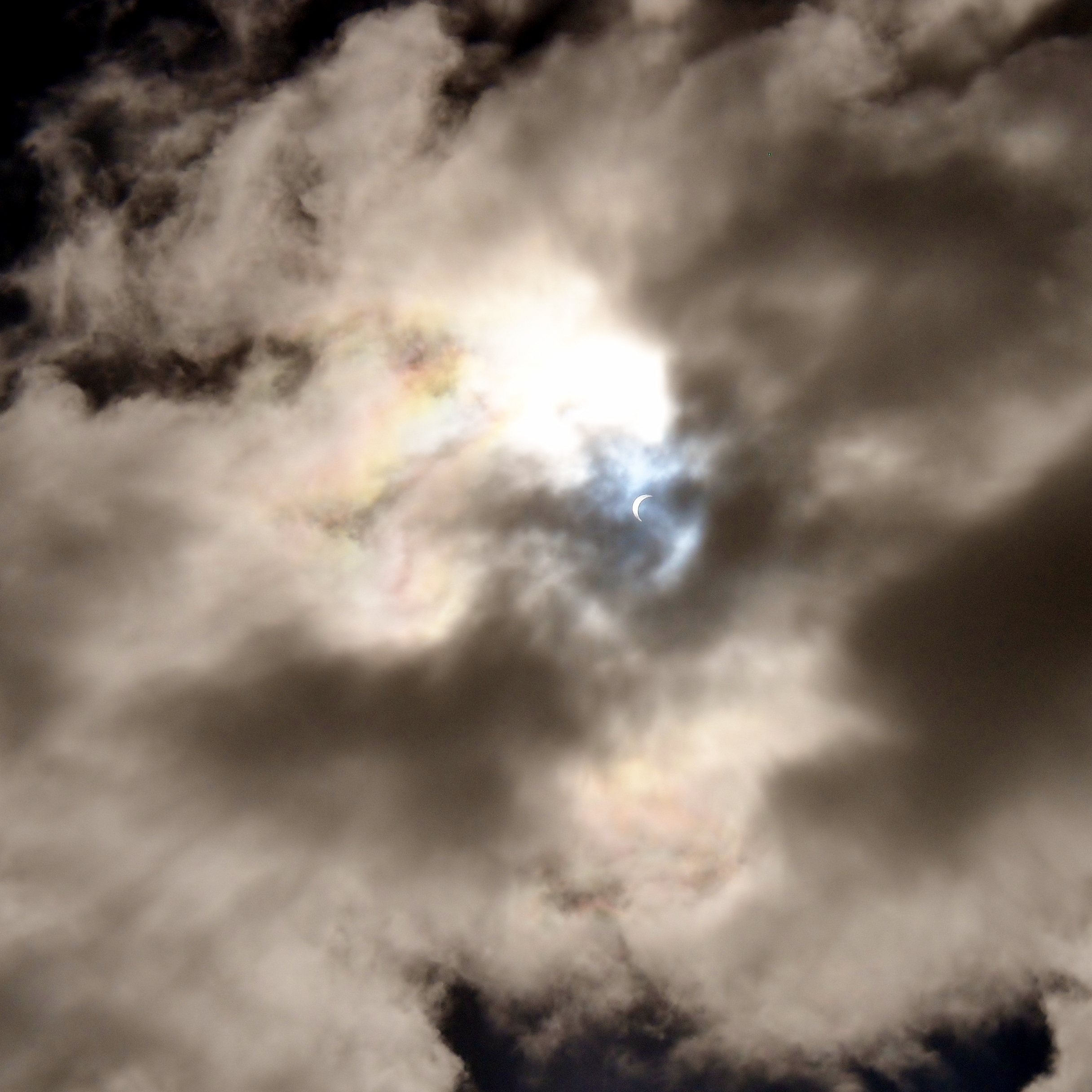
新喀里多尼亞努美阿，21:09 UTC
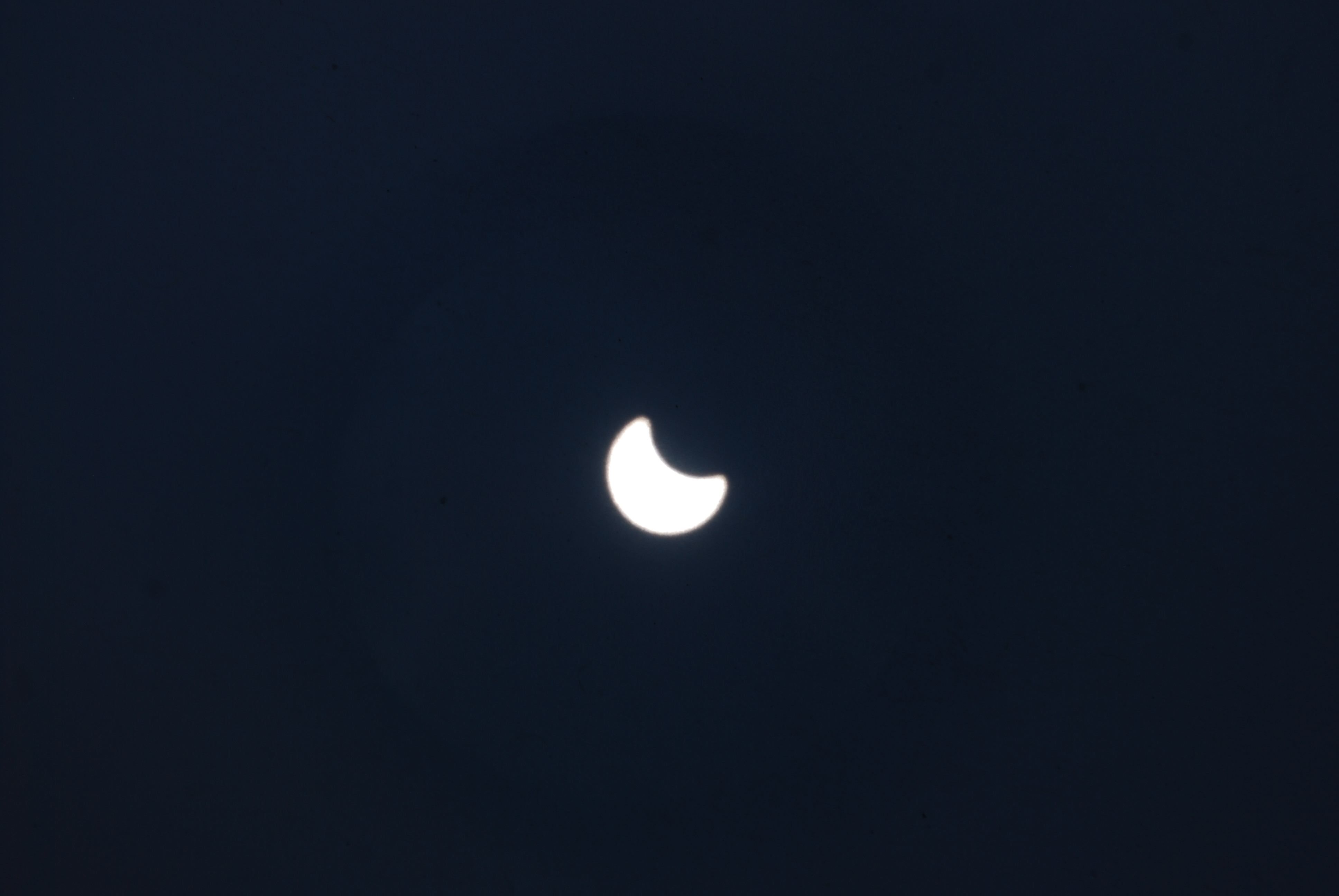
澳洲墨爾本，21:12 UTC
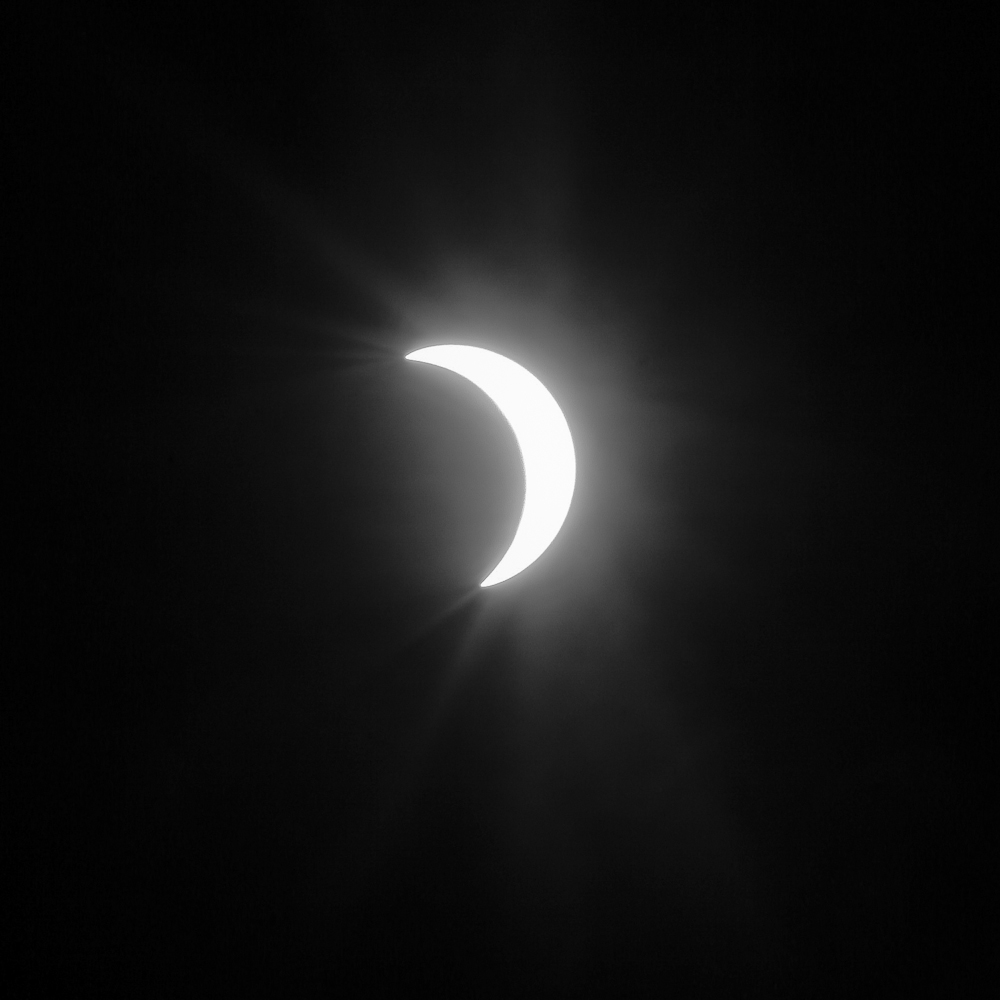
新西蘭陶朗加，21:15 UTC
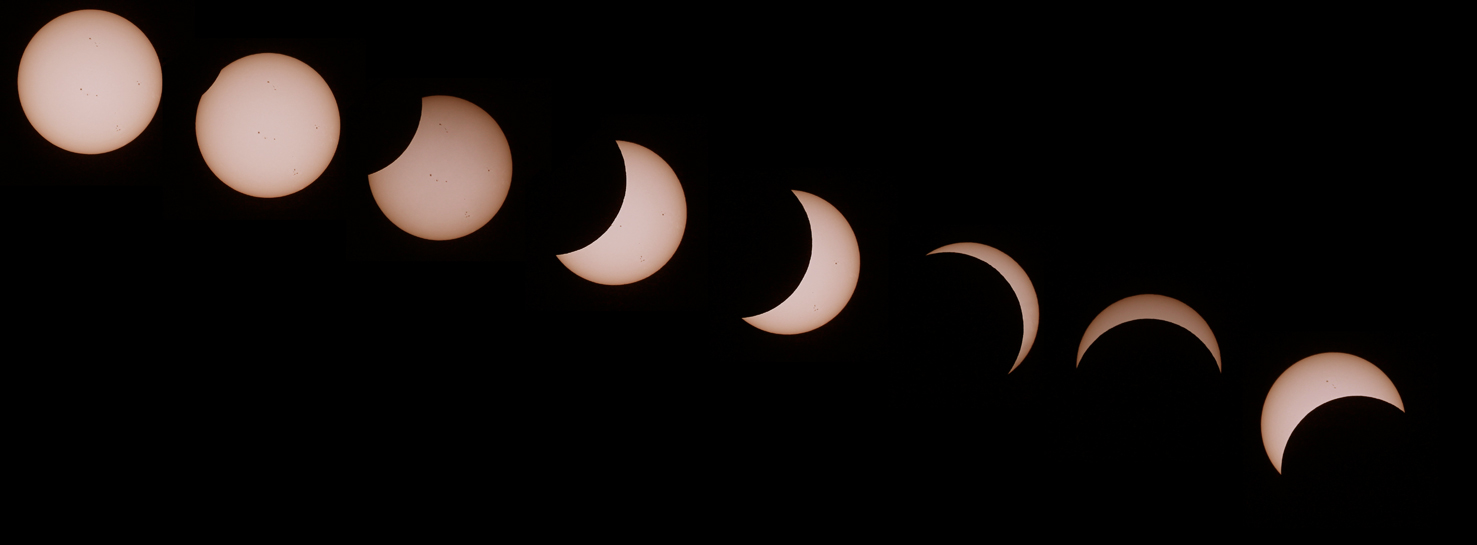
新西蘭奧克蘭的日食合成圖
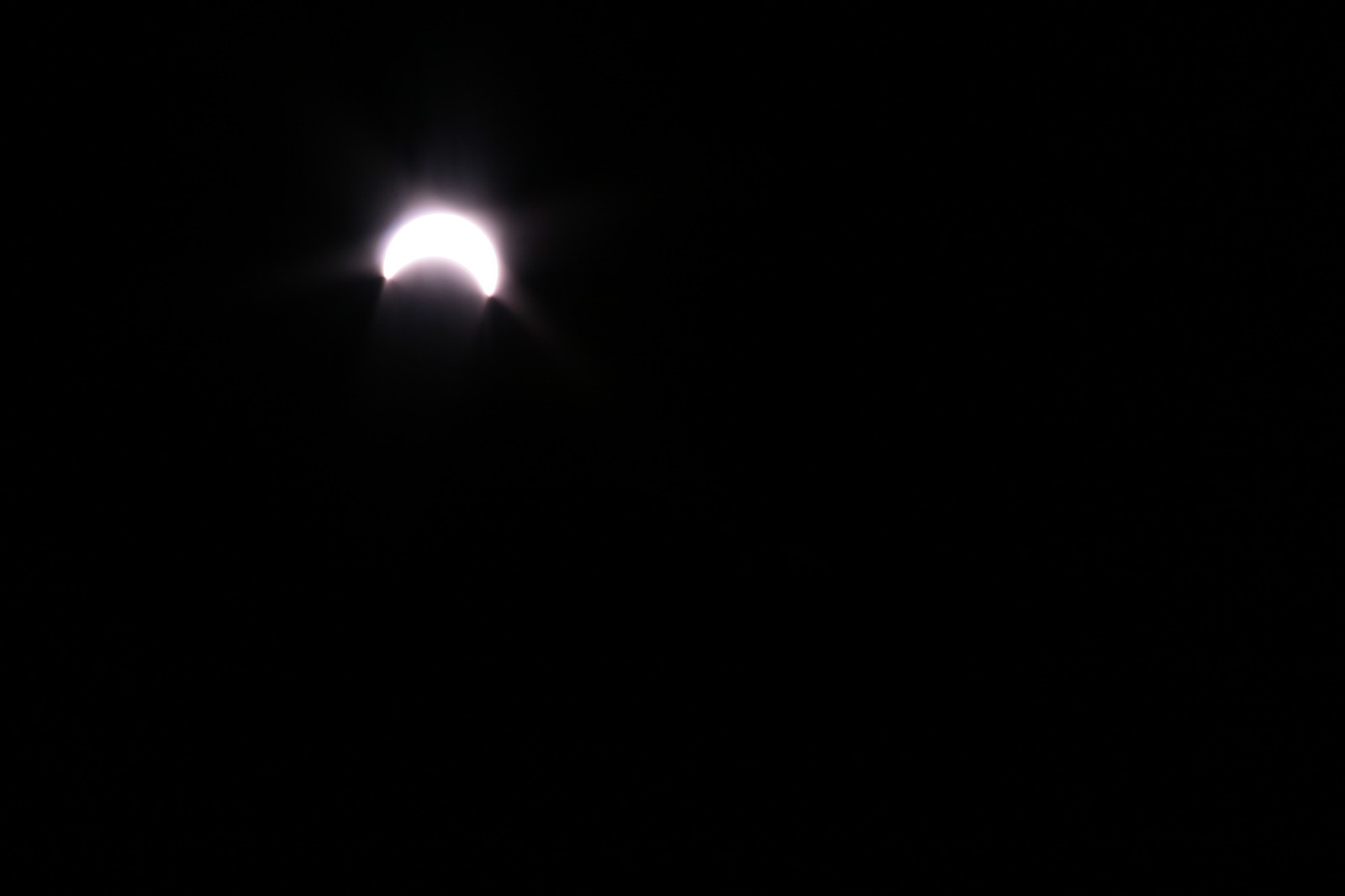
新西蘭基督城，21:29 UTC
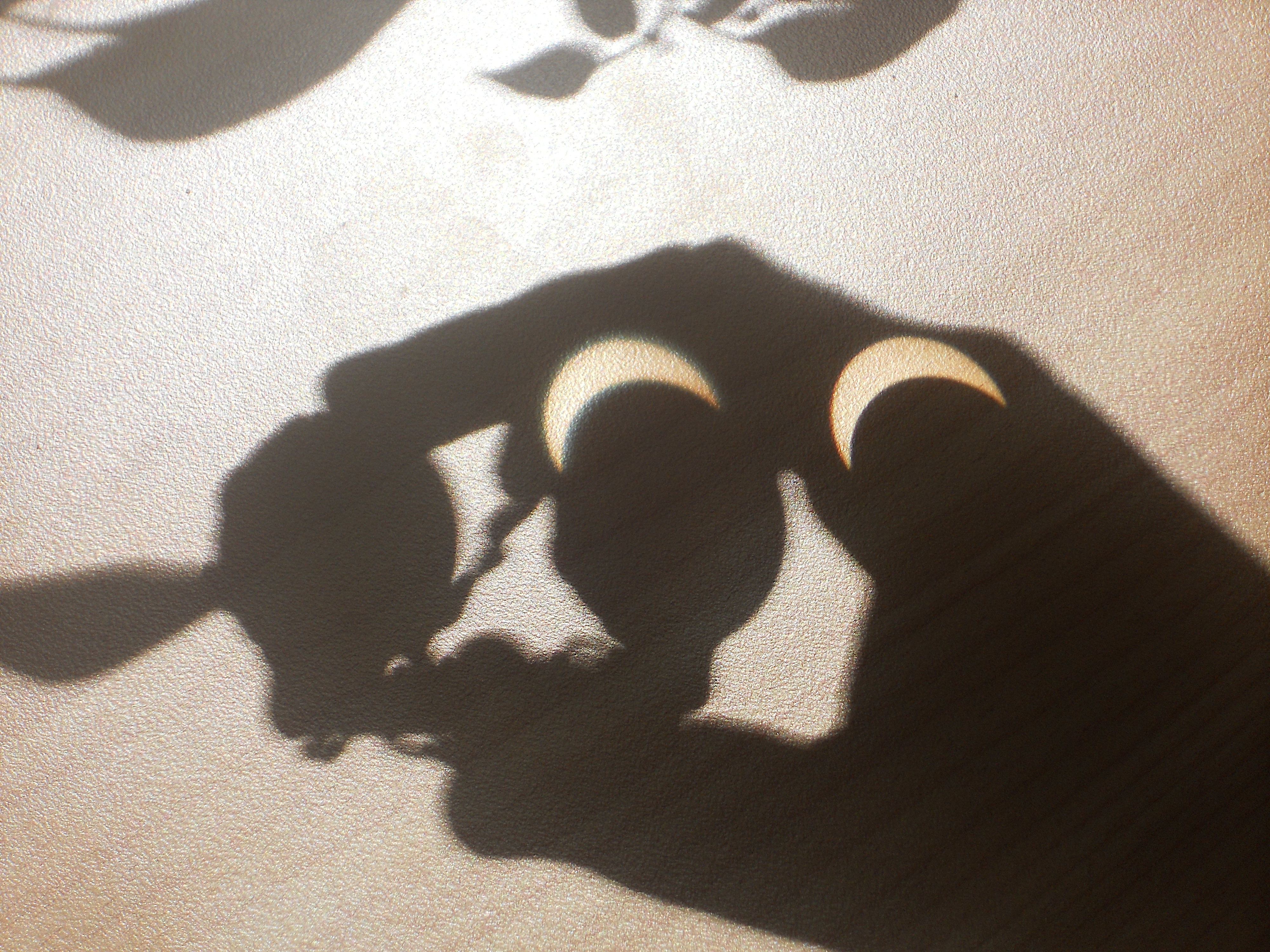
新西蘭惠靈頓的日食投影，21:42 UTC

## 相關的日食

### 2011-2014年的日食
月球交替位於相對的月球交點時，以半個交點年（食年），即約177天又4小時間隔出現下列日食。
註：2011年1月4日和2011年7月1日的日偏食屬於上一組交點年系列。
| 日食列表  |           |           |           |           |           |           |           |           |           |           |           |
| 1997-2000 | 2000-2003 | 2004-2007 | 2008-2011 | 2011-2014 | 2015-2018 | 2018-2021 | 2022-2025 | 2026-2029 | 2029-2032 | 2033-2036 | 2036-2039 |

| 降交點                     | 降交點                   |                              | 升交點                    | 升交點 |
| 沙羅周期                   | 地圖                     | 沙羅周期                     | 地圖                      |        |
| 118 挪威特罗姆瑟的日偏食   | 2011年6月1日 偏食（北）  | 123                          | 2011年11月25日 偏食（南） |        |
| 128 美国米德爾蓋特的日環食 | 2012年5月20日 環食       | 133 澳洲凱恩斯的日全食       | 2012年11月13日 全食       |        |
| 138 澳洲丘吉爾石的日環食   | 2013年5月10日 環食       | 143 加蓬利伯维尔的日偏食     | 2013年11月3日 全環食      |        |
| 148 澳洲阿德萊德的日偏食   | 2014年4月29日 環食（南） | 153 美国明尼阿波利斯的日偏食 | 2014年10月23日 偏食（北） |        |

### 沙羅周期
沙羅週期長度為18年11天。本次日食屬於沙羅週期133，共包含72次日食，依次為1219年7月13日至1417年11月8日的12次日偏食、1435年11月20日至1526年1月13日的6次日環食、1544年1月24日的1次全環食（亦稱混合食）、1562年2月3日至2373年6月21日的46次日全食、2391年7月3日至2499年9月5日的7次日偏食，總共歷時1280.14年。其中最長的全食發生於1850年8月7日，共持續了6分50秒。
下表列舉了1901年至2100年間發生的屬於該周期的日食，是第39至49次：
| 39             | 40             | 41            |
| -------------- | -------------- | ------------- |
| 1904年9月9日   | 1922年9月21日  | 1940年10月1日 |
| 42             | 43             | 44            |
| 1958年10月12日 | 1976年10月23日 | 1994年11月3日 |
| 45             | 46             | 47            |
| 2012年11月13日 | 2030年11月25日 | 2048年12月5日 |
| 48             | 49             |               |
| 2066年12月17日 | 2084年12月27日 |               |

## 外部連結
- NASA日食專頁（页面存档备份，存于）（英文）
- 可見區域圖和時間統計：由弗雷德·埃斯佩纳克做出的日食預報，NASA/GSFC
  - Google互動地圖呈現的日食範圍
  - 貝塞爾元素
- Google地圖顯示的日全食和日偏食範圍（页面存档备份，存于）（法文）（英文）

圖片：
- 澳洲．昆士蘭省上空的日全食，2012年11月15日每日一天文圖，拍攝於道格拉斯港（英语：Port Douglas）以西的穆利根公路（英语：Mulligan highway）
- 日全食－月影軌跡，2012年11月16日每日一天文圖，拍攝於昆士蘭州卡賓山（英语：Mount Carbine, Queensland）以西30英里
- 天空的鑽石環，2012年11月17日每日一天文圖，拍攝於昆士蘭州埃利斯海灘（英语：Ellis Beach, Queensland）
- 鑽石環與陰影線，2012年11月21日每日一天文圖，拍攝於昆士蘭州凱恩斯北部
- 2009年以來歷次日全食的日冕（页面存档备份，存于），本次拍攝於澳大利亚特里尼蒂海灘（英语：Trinity Beach, Queensland）

| \| \| 日食 \|                             |                               |                                           |
| 上一次日食： 2012年5月20日日食 （日環食） | 2012年11月13日日食 （日全食） | 下一次日食： 2013年5月10日日食 （日環食） |
| 上一次日全食： 2010年7月11日日食          | 2012年11月13日日食 （日全食） | 下一次日全食： 2015年3月20日日食          |
|                                           | 日食                          |                                           |